# ألكسيس دومينغيز
ألكسيس دومينغيز (بالإسبانية: Alexis Dominguez) هو لاعب كرة قدم أرجنتيني في مركز الهجوم، ولد في 30 أكتوبر 1996 في General Acha ‏ في الأرجنتين. لعب مع خيمناسيا إسغريما دي ميندوزا ونادي سان لورينزو.

## وصلات خارجية
- ألكسيس دومينغيز على موقع قاعدة بيانات كرة القدم.إي يو (الإنجليزية)
- ألكسيس دومينغيز على موقع Soccerway.com (الإنجليزية)